# Sharkey County
Sharkey County är ett administrativt område i delstaten Mississippi, USA. År 2010 hade countyt 4 916 invånare. Den administrativa huvudorten (county seat) är Rolling Fork. 

## Geografi
Enligt United States Census Bureau så har countyt en total area på 1 127 km². 1 109 km² av den arean är land och 18 km² är vatten. 

### Angränsande countyn

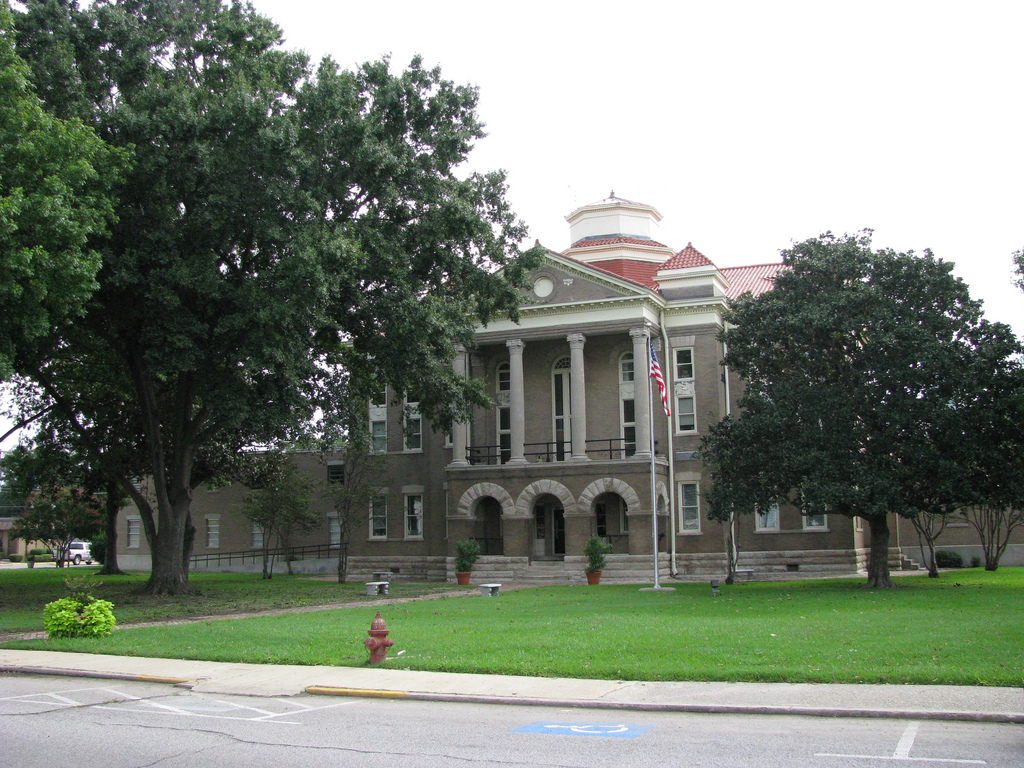
Sharkey County courthouse i Rolling Fork.

- Washington County - nord
- Humphreys County - nordost
- Yazoo County - öst
- Issaquena County - syd & väst